# Fiság
A Fiság patak (románul Fişag) a Csíki-havasokban eredő, Alcsíkon áthaladó patak.

## Nevének eredete
Nevének eredete valószínűleg a fiaság szóból ered.

## Futása
Gyürke-tető, Bükk-bérc és Őrála nevű magaslatok közötti területen ered. Áthalad Ménaságújfalun, Csíkszentgyörgyön, Csíkbánkfalván és Csíkszentmártonon. Végül az Olt folyóba torkollik Csatószeg határa mellett. 